# Padumhèkou Tchao
Padumhèkou Christophe Tchao est un homme politique togolais.

## Carrière politique
Il est ministre des Sports et des Loisirs dans le deuxième gouvernement de Gilbert Fossoun Houngbo puis ministre du Tourisme dans le gouvernement de Kwesi Séléagodji Ahoomey-Zunu.